# Maranagere, Tiptur
Maranagere là một làng thuộc tehsil Tiptur, huyện Tumkur, bang Karnataka, Ấn Độ.